# Shigure Hasegawa
Shigure Hasegawa (長谷川 時雨), née le 1er octobre 1879 - morte le 22 août 1941, est une dramaturge et rédactrice en chef d'une revue littéraire. Hasegawa est la seule auteure mentionnée dans les trois volumes de Meiji bungaku zenshū (« Œuvres complètes de la littérature Meiji »), collection publiée par Chikuma Shobō, et elle porte le titre joryū bundan no ōgosho (« Grand écrivain de la communauté littéraire féminine »); Barbara Hartley, auteur de The space of childhood memories: Hasegawa Shigure and Old Nihonbashi, cite ces éléments lorsqu'elle décrit Hasegawa comme « une figure littéraire majeure » de la période antérieure à la Seconde Guerre mondiale.
Hartley écrit que « l’œuvre de Shigure a été largement négligée dans les études en langue anglaise » et que cela peut être dû à une perception qu'elle soutenait les éléments militaristes qui existaient au Japon avant guerre.
Les membres de sa famille, son second mari Mikami Otokichi (ja) et ses proches amis, dont Onoe Kikugorō VI (ja), l'appelaient tous O-Yatchan.

## Biographie
Elle naît avec le nom Hasegawa Yasu (長谷川 ヤス) dans le district Tōriabura-chō de Nihonbashi ; Tōriabura-chō fait à présent partie d'Ōdenma-chō,. Sa mère est originaire d'une famille de hatamoto tandis que son père exerce le droit et l'un des premiers à le faire d'une façon moderne au Japon. Elle est l'ainée de deux frères et quatre sœurs. Son ouvrage « Vieux conte de Nihonbashi » documente son enfance. Elle fait connaissance avec la littérature grâce à un apprentissage, même si sa mère s'oppose à l'éducation des filles.
Pendant un temps, Hasegawa travaille au service d'une personne de la noblesse. Son père la force à se marier à l'âge de 19 ans. Hartley écrit que la contrainte au mariage a été une « amère » expérience qui a « renforcé encore le sentiment de Shigure des injustices sociales imposées aux femmes ». Son premier mari est le second fils d'un homme d'affaires qui possédait une société minière.
Elle commence à écrire à l'époque de son premier mariage. Hartley indique que Hasegawa devient la première dramaturge « reconnue » du théâtre kabuki de cette époque en 1905. En 1914, elle commence à prendre soin du fils d'un de ses frères, Toratarō, nommé Hitoshi. En 1915, Hasegawa commence à fournir un soutien financier à sa famille après l'échec des entreprises de sa mère et le déclin de la réputation de son père en raison d'une implication dans un scandale d'affaires décrit par Hartley comme « périphérique ». En 1916, elle fait la rencontre de Mikami Otokichi (ja)), auteur de feuilletons qui devient son second mari,. Le père de Hasegawa meurt en 1918. En 1919, elle et Mikami commencent à vivre ensemble dans le cadre d'un mariage de droit commun.
En 1923, Hasegawa et Okada Yachiyo (ja) unissent leurs efforts pour créer une revue littéraire lancée en 1928 avec le titre Nyonin geijutsu (« Les Femmes et les arts »). Les fonds proviennent des droits d'auteur de Mikami. Il a proposé d'acheter une bague en diamant à Hasegawa mais elle a demandé à la place qu'il lui donne 20,000 yens afin qu'elle puisse créer la revue. Hartley a écrit que Hasegawa était « la force motrice principale » de ce journal.

## Style
Les pièces de Hasegawa sont écrites pour la scène kabuki. Rebecca L. Copeland, rédactrice de Woman Critiqued: Translated Essays on Japanese Women's Writing, indique que ces pièces « résistent au cliché des fins tragiques et présentent des héroïnes qui luttent pour leur épanouissement et leur indépendance ».
Cody Poulton, l'auteur de A Beggar's Art: Scripting Modernity in Japanese Drama, 1900-1930, écrit que Tamotsu Watanabe (ja), un critique des œuvres  kabuki, a « exprimé sa surprise de la noirceur des pièces modernes de Shigure ».

## Œuvres (sélection)
Théâtre :
- Chōji midare (Wavering traces, 1911) - Traduit en anglais en 1996[1]
- Tegona (1941) - Pièce lyrique en un acte. Dans cette pièce inspirée d'une légende, une femme rencontre deux hommes qui souhaitent l'épouser mais elle choisit de se tuer. Selon Poulton, elle est la « plus typique des pièces kabuki de Shigure »[8]. La rivière Ikuta (ja) de Mori Ōgai est dérivée de la même légende dont cette pièce est elle-même dérivée[8].

Autres :
- Vieux conte de Nihonbashi
- Hasegawa Shigure a écrit une biographie romancée d'Inabune Tazawa dans le cadre de Shuntaiki—Meiji Taishō josei shō (A springtime account—Portraits of women of Meiji and Taishō), série en sept parties publiées dans le Tokyo Asahi. Ortabasi écrit qu'en comparaison de la série du Yomiuri Shimbun, celle-ci est « plus sympathique »[9].

Collections:
- Hasegawa, Shigure. Hasegawa Shigure zenshū, en cinq volumes. Tokyo : Fuji shuppan, 1993.

## Source de la traduction
- (en) Cet article est partiellement ou en totalité issu de l’article de Wikipédia en anglais intitulé « Hasegawa Shigure » (voir la liste des auteurs).